# Podomyrma vidua
Podomyrma vidua är en myrart som beskrevs av Santschi 1932. Podomyrma vidua ingår i släktet Podomyrma och familjen myror. Inga underarter finns listade i Catalogue of Life.